# Ейфелева вежа

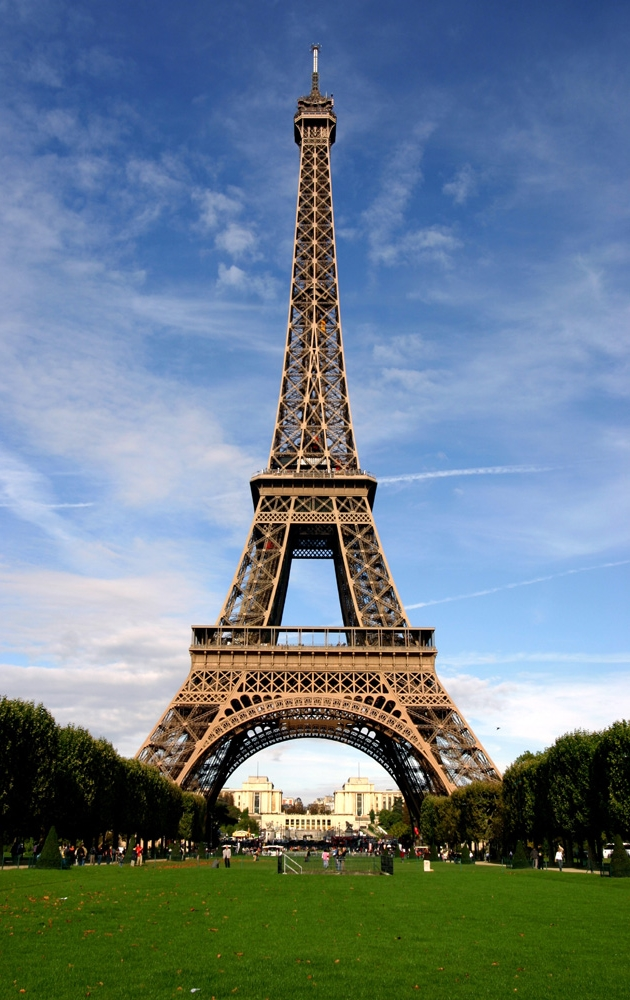
Ейфелева вежа

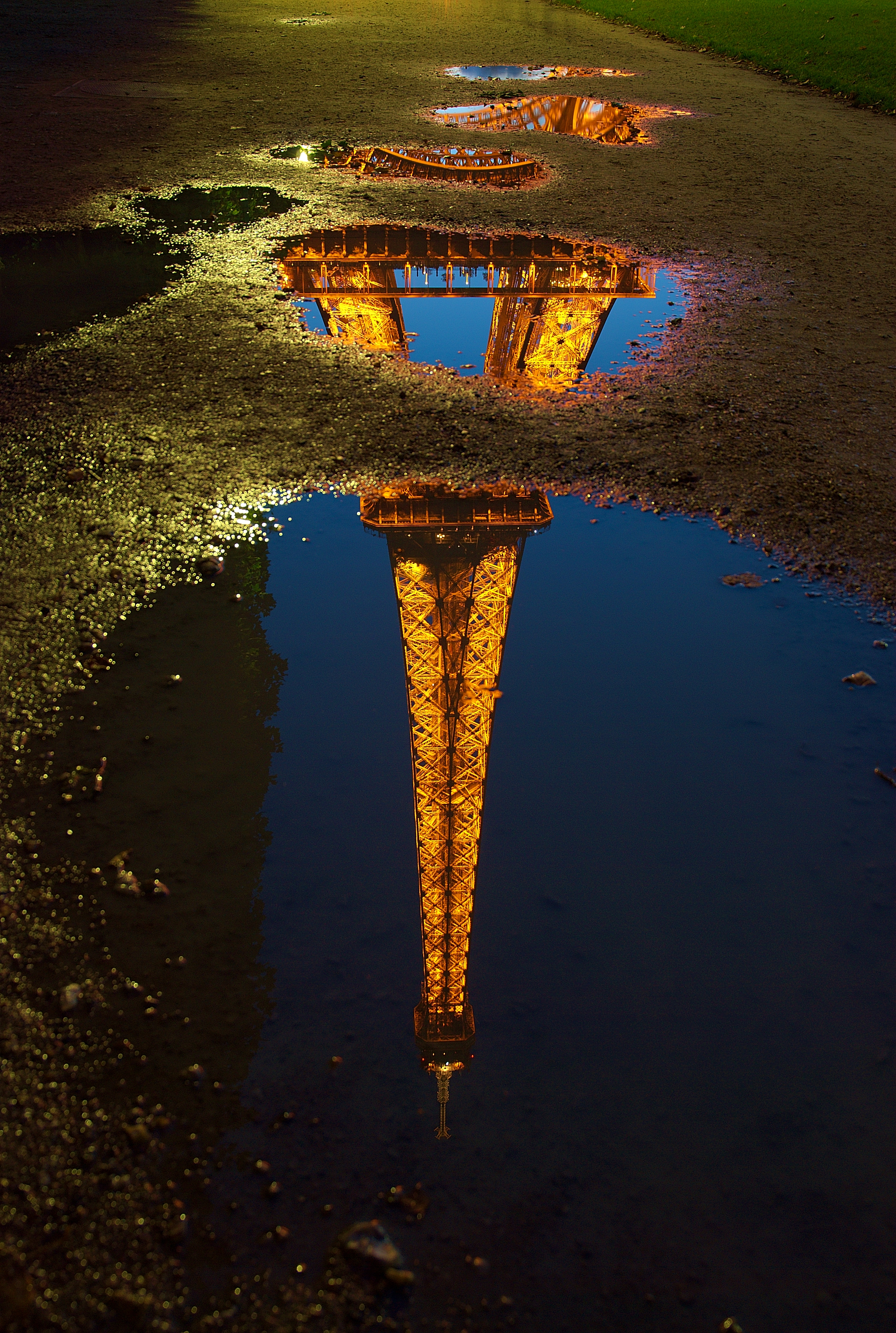
Відображення у воді

Е́йфелева ве́жа (фр. la Tour Eiffel) — архітектурна пам'ятка Парижа, розміщена на Марсовому полі, символ сучасної Франції. Вежу названо на честь її конструктора —  Густава Ейфеля. Сам Ейфель називав її «300-метровою вежею» (фр. tour de 300 mètres), інша, народна назва — «Залізна пані» (фр. La dame de fer). Популярний туристичний об'єкт, щорічно приймає понад 6 мільйонів відвідувачів. 2007 року на вежі побувало 6 893 000 осіб, що на 78 000 відвідувачів більше, ніж у 2006, а за її історію з 1889 до 31 грудня 2007 року — 236 445 812 осіб. Вежа стала найвідвідуванішою і найфотографованішою туристичною пам'яткою світу.
31 березня 1889 року Александер Гюстав Ейфель підняв французький «триколор» на маківці Ейфелевої вежі в Парижі, збудованої до відкриття Паризької виставки. Трьохсотметрова вежа вагою близько 7 тисяч тон викликала різні оцінки у сучасників, але сьогодні безумовно вважається окрасою міста.
Була зведена як тимчасова споруда для ознаменування сторіччя з дня початку Французької революції та до відкриття паризької Всесвітньої виставки 1889 року, що розташовувалась у палаці Трокадеро з 6 травня до 31 жовтня та символізувала багатство і незалежність Франції. Вежу збирались розібрати через деякий час після завершення виставки, але завдяки уже встановленим там радіоантенам, це рішення було скасоване.

## Особливості конструкції

### Висотні характеристики

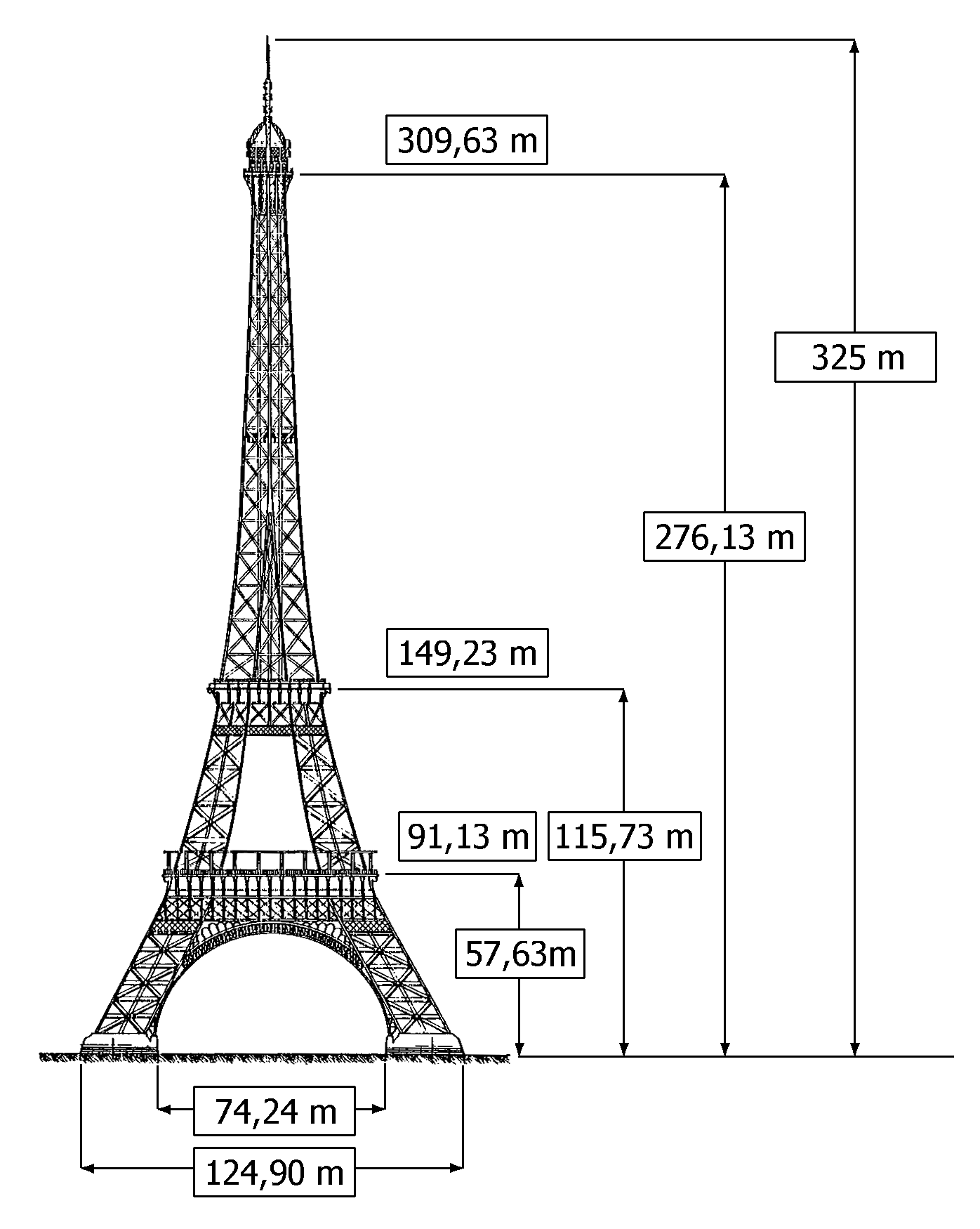
Розміри вежі

Висота разом з новою антеною становить 324 м (2000 рік). Одразу після побудови (1889 рік) висота вежі разом із щоглою прапора становила 312,27 м. Висота платформ:
- 1-го поверху: 57,63 м;
- 2-го поверху: 115,75 м;
- 3-го поверху: 276,13 м.

Понад 40 років Ейфелева вежа була найвищою спорудою у світі, майже вдвічі вищою від найвищих будівель світу того часу — піраміди Хеопса (146,6 м), Кельнського (156 м) і Ульмського соборів (161 м), монументу Вашингтона (169 м) — поки в 1930 її не перевершила будівля Крайслер Білдінг у Нью-Йорку.

### Інші параметри
Маса металевої конструкції — 7 300 т (повна маса 10 100 т). Вежа складається з 18 038 металевих деталей, скріплених 2 500 000 заклепками. Фундамент зведений з бетонних масивів.
Нижній поверх — це піраміда з квадратом в основі (кожна сторона в основі має 124,9 м), утворена 4 колонами, які з'єднуються на висоті 57,63 м арковим склепінням; над яким розміщена перша платформа Ейфелевої вежі. Площа платформи — 4415 м².
З цієї платформи піднімається друга піраміда-вежа, що утворюється також 4 колонами, що з'єднуються склепінням, на якому знаходяться друга платформа (площа 1430 м²).
Чотири колони, що піднімаються на другій платформі, наближуючись і поступово переплітаючись, утворюють колосальну пірамідальну колону (190 м), що несе на собі третю платформу, також квадратної форми площею 250 м²; на ній височіє маяк з куполом, над яким на висоті 300 м знаходиться майданчик (1,4 м у поперечнику).
На вежу ведуть сходи (1792 сходинки) і ліфти. Коливання вежі під час буревію не перевищують 15 см.
На першій платформі були зведені зали ресторану; на другій платформі розміщувалися резервуари з машинною оливою для гідравлічної підйомної машини (ліфта) і ресторан у скляній галереї. На третій платформі розміщувалися астрономічна та метеорологічна обсерваторії та фізичний кабінет. Світло маяка було видно на відстані 10 км.

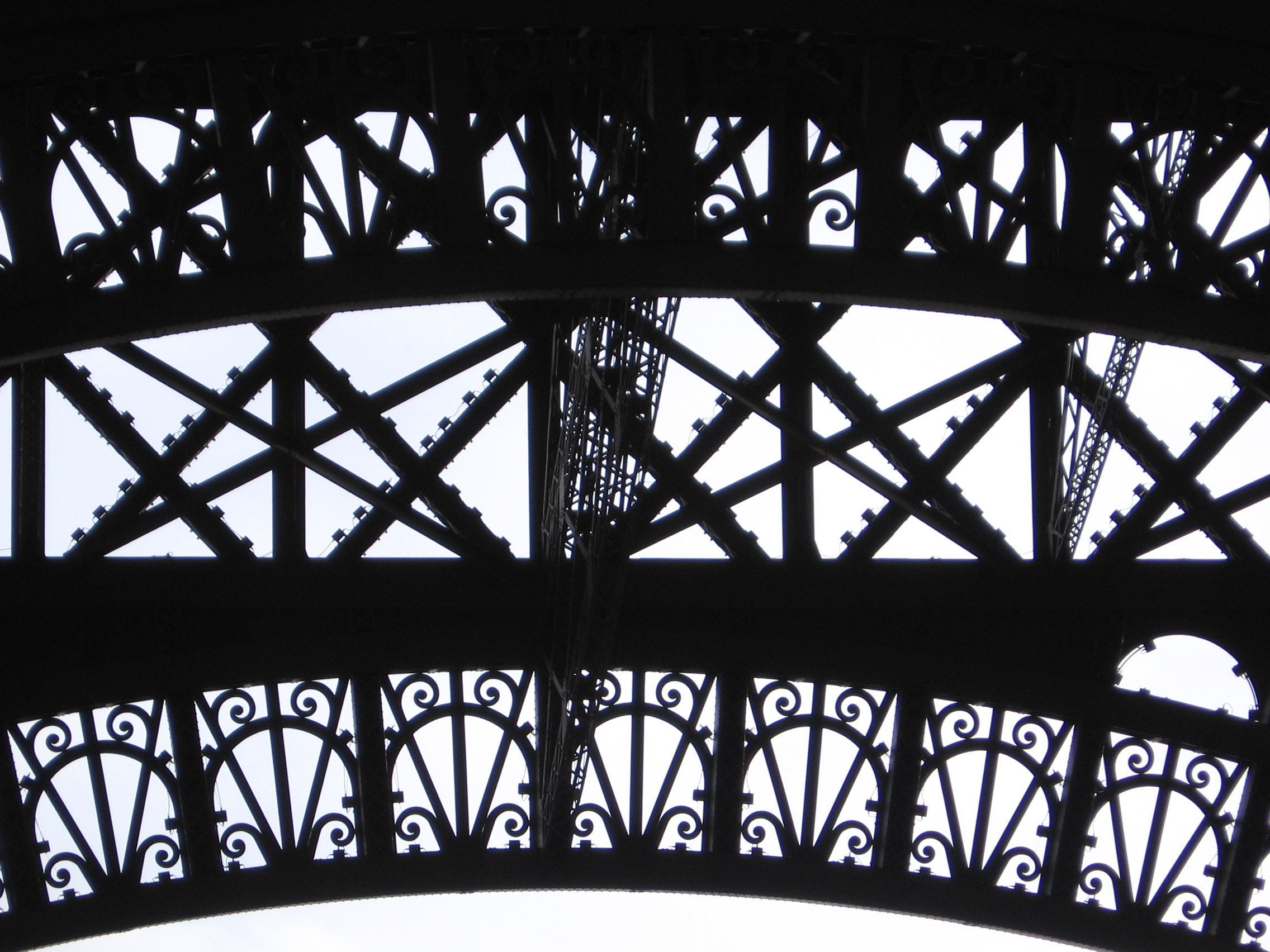
Фрагмент сталевої конструкції вежі

### Форма
Ще до початку будівельних робіт, протягом 1886 року, у пресі публікувалися статті та памфлети, у яких критикувалася конструкція та форма вежі. Закладання фундаменту розпочалося 28 січня 1887, а 14 лютого у газеті «Час» (Le Temps) з'явився лист протесту, який підписали п'ятдесят митців, письменників, художників, композиторів, архітекторів, серед них Александр Дюма (син), Гі де Мопассан, Шарль Гуно, Шарль Леконт де Ліль, Шарль Ґарньє, Рене Сюллі-Прюдом та інші. Вежу називали трагічним вуличним ліхтарем, скелетом дзвіниці, чорною фабричною трубою. Вважали, що форма та гігантські розміри вежі розчавлять усі архітектурні пам'ятники Парижа: Собор Паризької Богоматері, церкву Сент-Шапель, вежу Сен-Жак, Лувр, Дім Інвалідів, Тріумфальну арку.
Проєктуючи форму та конструкцію вежі, Ейфель разом зі своїми інженерами — фахівцями з мостобудування, займався розрахунками сили вітру, добре розуміючи, що якщо вони будують найвищу у світі споруду, то перш за все повинні переконатися в її стійкості до вітрових навантажень. В одному з інтерв'ю газеті «Le Temps» від 14 лютого, 1887 Ейфель відзначив: «Чому така дивна форма? Вітрові навантаження. Я вважаю, що викривлення чотирьох зовнішніх країв монумента продиктовано і математичними розрахунками, і естетичними міркуваннями»

### Колір
Вежа неодноразово змінювала колір — від жовтого до червоно-коричневого. Останні десятиліття Ейфелева вежа незмінно фарбується у так званий «Коричневий-Ейфелевий» колір — офіційно запатентований, близький до природного відтінку бронзи.

## До будівництва

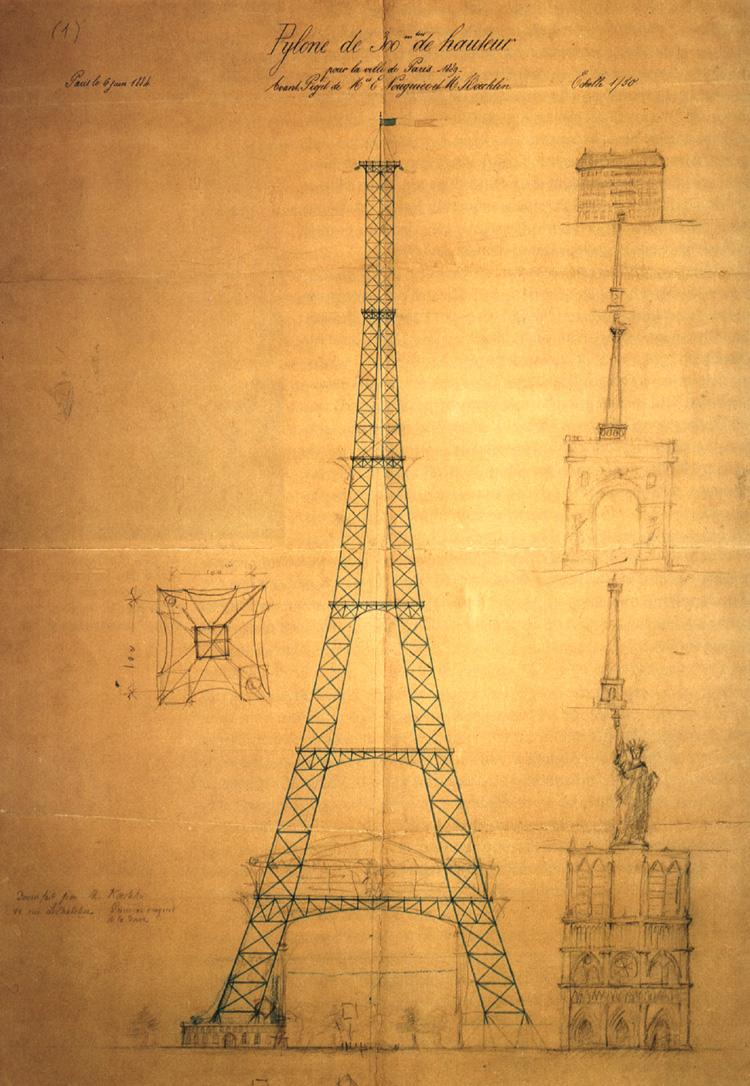
Початковий ескіз вежі Моріса Кехлена (1884 рік)

Французька влада вирішила влаштувати Всесвітню виставку на честь столітнього ювілею Великої французької революції (1789 року). Паризька міська адміністрація попросила відомого інженера Густава Ейфеля подати відповідну пропозицію. Спочатку Ейфель був трохи спантеличений, але потім, переглянувши свої папери, подав на розгляд креслення 300-метрової залізної вежі, якому він до цього майже не приділяв уваги. 18 вересня 1884 року Густав Ейфель отримує спільний зі своїми співробітниками патент на проєкт, а згодом викуповує у них же і виключне право.
Конкурс архітектурних та інженерних проєктів, що мали б визначити архітектурний вигляд майбутньої Всесвітньої виставки, стартував 1 травня 1886 року. У конкурсі взяли участь 107 претендентів, більшість з яких тією чи іншою мірою повторюють проєкт вежі, запропонований Ейфелем. Розглядалися також різні екстравагантні ідеї, серед яких, наприклад, гігантська гільйотина, що мала б нагадувати про Французьку революцію 1789 року. Була запропонована і кам'яна вежа, але розрахунки і досвід минулого показали, що дуже важко було б спорудити кам'яну споруду, яка була вищою за 169-метровий монумент Вашингтона, спорудження якого вартувало величезних зусиль США за декілька років (1848—1884) до цього. Проєкт Ейфеля стає одним з чотирьох переможців, і тоді інженер вносить до нього остаточні зміни, знаходячи компроміс між первісною чисто інженерною схемою конструкції і декоративним варіантом.
Зрештою конкурсний комітет зупиняється на проєкті Ейфеля, хоча сама ідея вежі скоріш за все належала двом його співробітникам — Морісу Кехлену (Maurice Koechlin) і Емілю Нугьє (Émile Nouguier). Зібрати протягом двох років таку складну споруду як вежа, можливо було тільки тому, що Ейфель застосував особливі методи будівництва. Цим і пояснюється рішення виставкового комітету на користь цього проєкту. Завоювавши перше місце у конкурсі, Ейфель з ентузіазмом вигукнув: «Франція буде єдиною країною, яка має 300-метровий флагшток!».
Аби вежа краще відповідала естетичним смакам вибагливої паризької публіки, архітекторові Стефану Совестру (Stephen Sauvestre) було доручено попрацювати над її художнім образом. Він запропонував обшити цокольні опори вежі каменем, зв'язати її опори та майданчик першого поверху за допомогою величних арок, які стали б одночасно головним входом на виставку, розмістити на поверхах вежі просторі засклені зали, надати верхівці вежі округлої форми і використовувати різноманітні декоративні елементи для її прикрашення.
У січні 1887 р. Ейфель, держава і муніципалітет Парижа підписали договір, згідно з яким Ейфелю надавалася в особисте користування експлуатаційна оренда вежі строком на 25 років, а також передбачалася виплата грошової субсидії у розмірі 1,5 млн золотих франків, що склала 25 % усіх витрат на будівництво вежі. 31 грудня 1888 з метою залучення відсутніх коштів, створюється акціонерне товариство зі статутним фондом 5 млн франків. Половина цієї суми — кошти, внесені трьома банками, друга половина — власні кошти самого Ейфеля.

## Будівництво

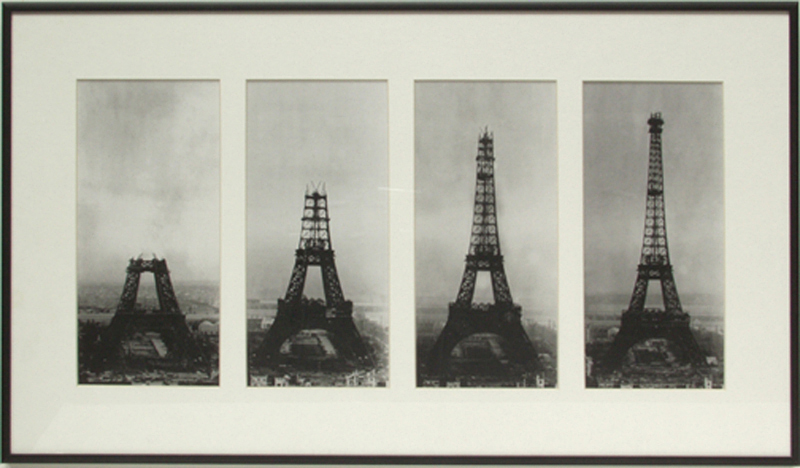
Будівництво вежі

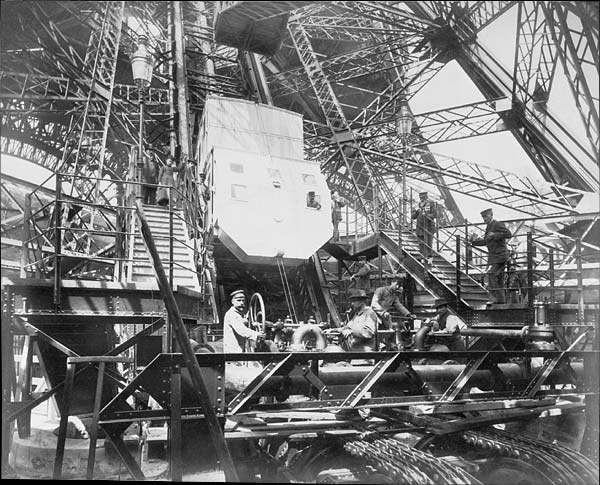
Один з перших ліфтів

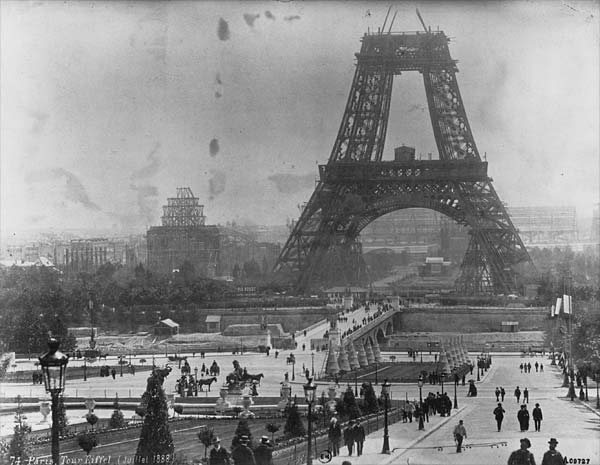
Будівництво вежі, липень 1888

Будівельні роботи протягом двох з невеликим років — з 28 січня 1887 р. по 31 березня 1889 р. — виконували 300 робітників. Рекордним строкам зведення сприяли креслення надзвичайно високої якості з вказанням точних розмірів 18 038 металевих деталей, для скріплення яких використовували 2,5 млн заклепок.

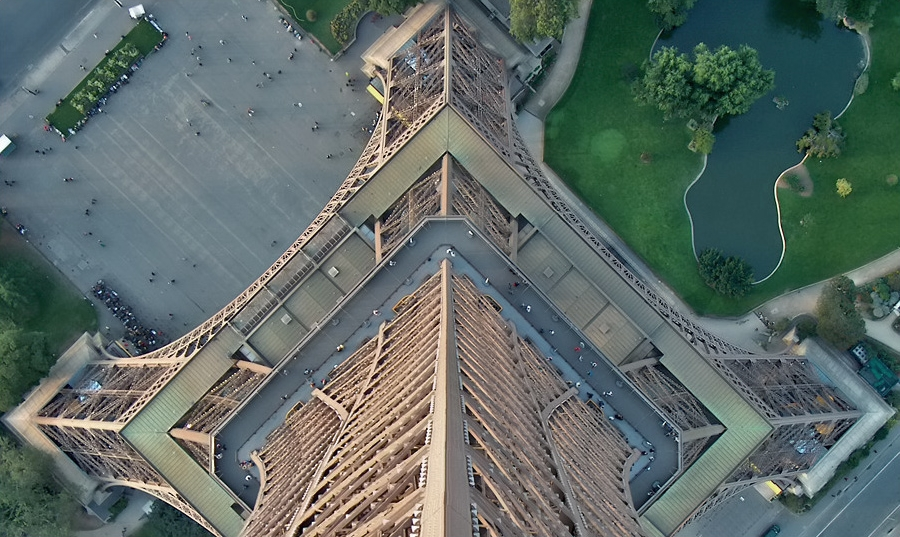
Опори вежі

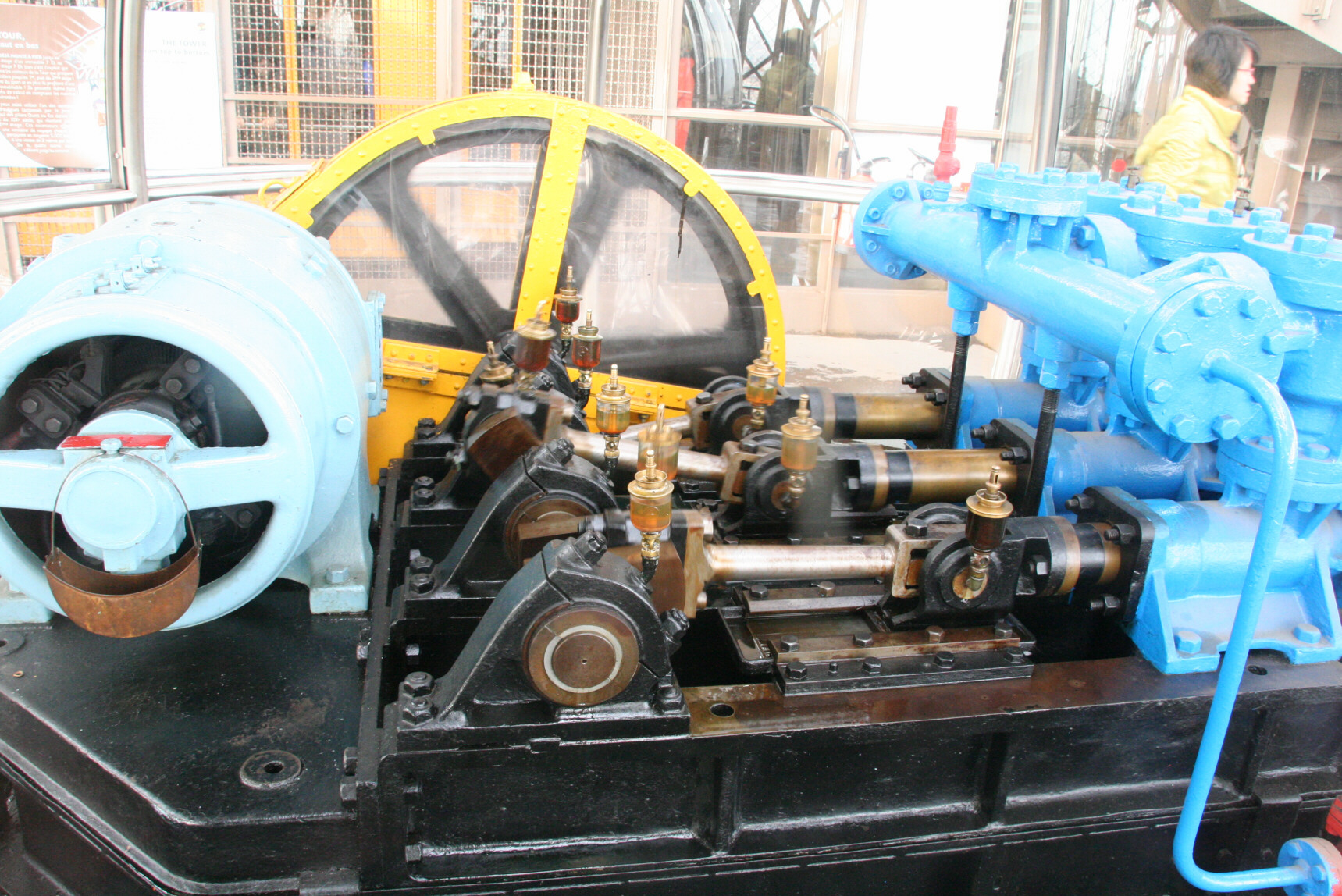
Оригінальний гідравлічний насос для підйомників конструкції Еду

Щоб закінчити вежу в призначений термін, Ейфель застосовував здебільшого заздалегідь виготовлені частини. Отвори для заклепок були просвердлені на намічених місцях уже заздалегідь, і дві третини від 2,5 млн заклепок були заздалегідь закріплені. Жодна із заготовлених балок не важила понад 3 т, що дуже полегшувало підняття металевих частин на передбачені місця.
На початку застосовували високі крани, а коли конструкція переросла їх, роботу перейняли спеціально сконструйовані Ейфелем мобільні крани. Вони рухалися по рейках, прокладених для майбутніх ліфтів.
Складність полягала і в тому, що підйомний пристрій повинен був рухатися уздовж щогл башти по вигнутій траєкторії із змінним радіусом кривизни. Перші ліфти на вежі приводилися в дію гідравлічними приводами.
Аж до нашого часу використовують два історичні ліфти фірми «Fives-Lill», встановлені в 1899 р. у східній і західній опорах вежі. З 1983 р. їх функціювання забезпечує електродвигун, а гідравлічна апаратура збережена і доступна для огляду.
Другий і третій поверхи башти пов'язував вертикальний ліфт, створений інженером Еду (Léon Edoux) (однокурсник Ейфеля по Центральній школі мистецтв і ремесел). Цей ліфт складався з двох взаємно врівноважених кабін. Кабіна піднімалася вгору з допомогою гідравлічного циліндра з довжиною ходу 78 м. Нижня кабіна при цьому виконувала роль противаги. На півдорозі до майданчика, на висоті 175 м від землі, пасажири повинні були пересісти в інший ліфт. Ємності з водою, встановлені на поверхах, забезпечували необхідний гідравлічний тиск.
У 1983 р. цей підйомник, який не міг працювати в зимовий час, був замінений електричним ліфтом марки «Otis», що складається з чотирьох кабін і забезпечує пряме сполучення між двома поверхами.
Зведення вежі вимагало особливої уваги до питань безпеки безперервних робіт, що і стало найбільшою турботою Ейфеля. Протягом будівельних робіт не було жодного смертельного випадку, що було значним досягненням для того часу.
При підготовці котлованів для опор вежі, через близькість річки Сени, Ейфель вдався до методу, який він запровадив при будівництві мостів. У кожному з 16 кесонів фундамента знаходився робочий простір, до якого під тиском подавалося повітря. Через це туди не могла проникати вода, і робітники могли здійснювати екскавацію ґрунту без просочення його водою.
Однією з найскладніших проблем для Ейфеля стала, парадоксальним чином, перша платформа. Масивні дерев'яні арматури повинні були утримувати 4 похилі опори і величезні балки першої платформи. Чотири похилі підпори покоїлися на наповнених піском металевих циліндрах. Пісок можна було поступово випускати і, таким чином, встановлювати опори під правильним нахилом. Додаткові гідравлічні підйомники у фундаментах опор давали можливість остаточного регулювання положення 4-х похилих опор, які, таким чином, можна було точно підігнати до залізної арматури першої платформи.
Як тільки платформа лежала строго горизонтально, вона була прикріплена до похилих опор, а підйомники були вилучені. Потім будівництво продовжилося вже на самій вежі. Робота просувалася повільно, але безперервно. 31 березня 1889 року, менше ніж через 26 місяців після початку риття котлованів, Гюстаг Ейфель зміг запросити кількох більш-менш фізично міцних чиновників до першого сходження на 1665 сходин. Конструктор вежі Гюстав Ейфель встановив на її вершині французький прапор.

## Зразки креслень вежі

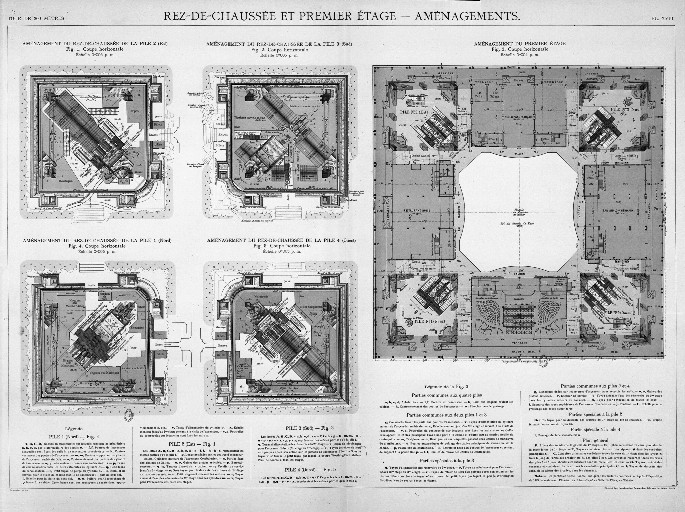
Креслення першого поверху
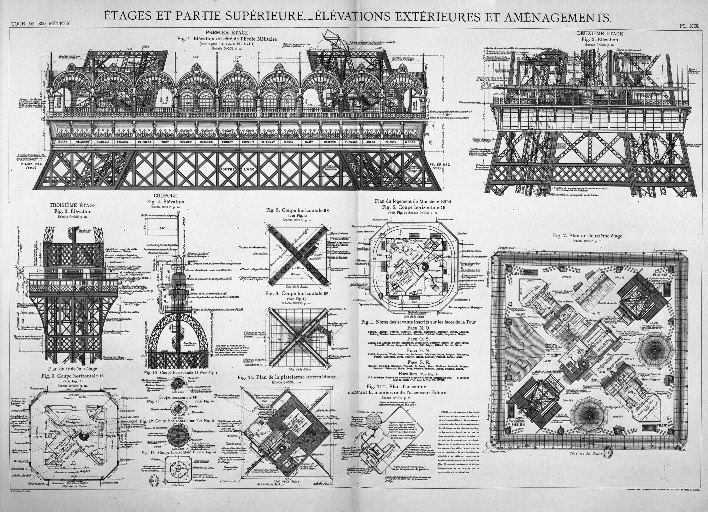
Креслення верхніх поверхів
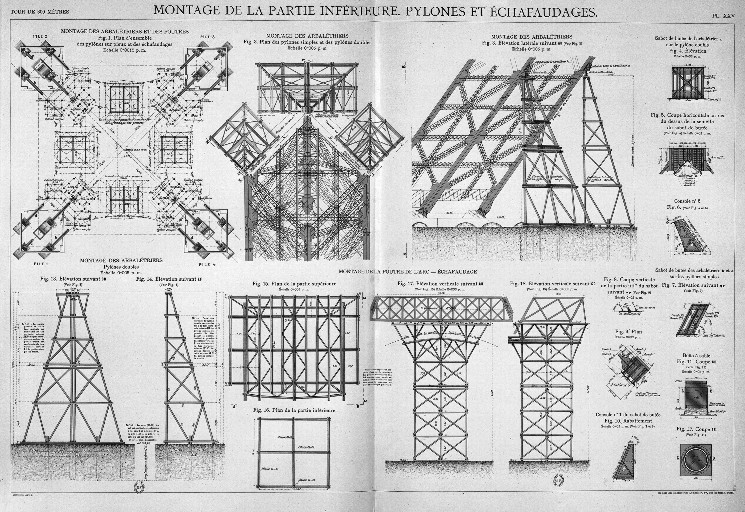
Складальні креслення дна і пілонів
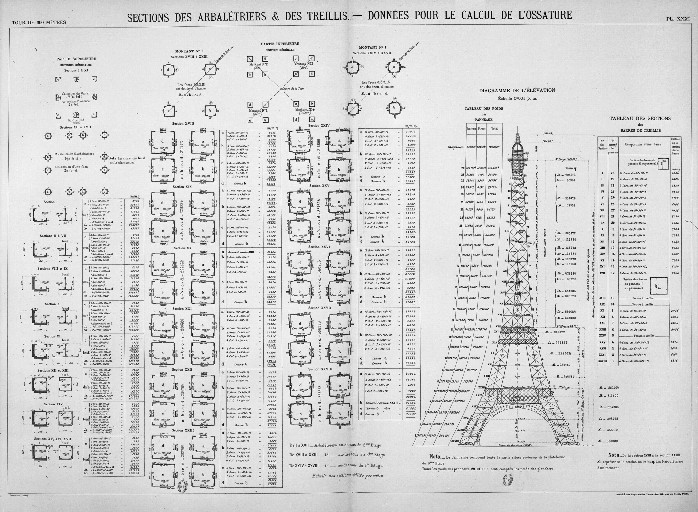
Розрахункові схеми крокв і ферм
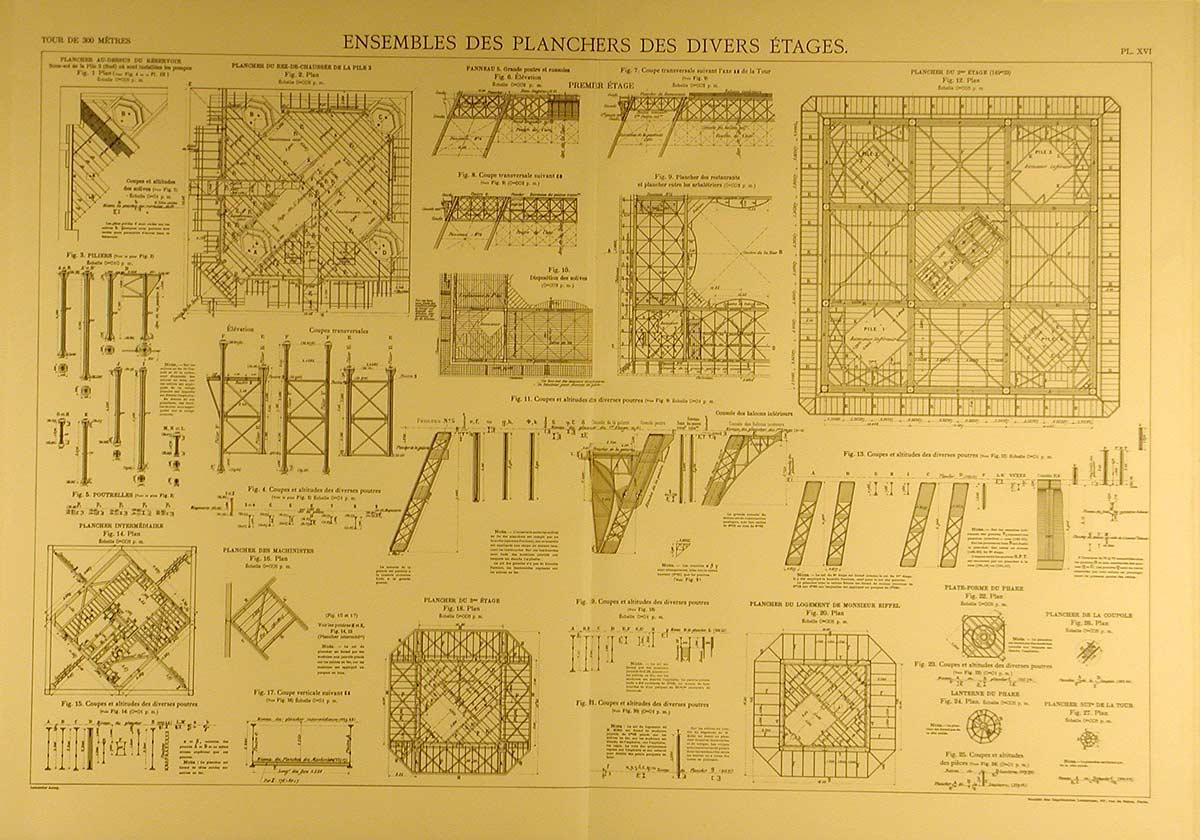
Порядок складання платформ поверхів
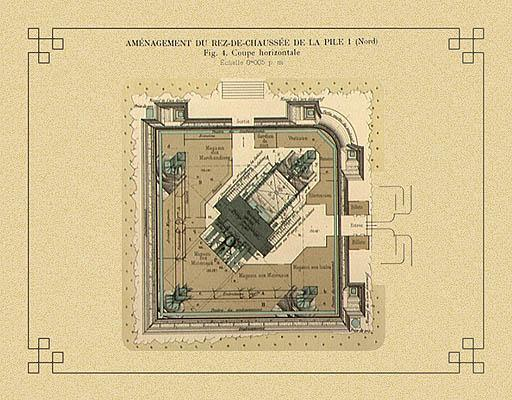
Креслення пілона першого поверху (північна сторона)

## Подальша доля вежі

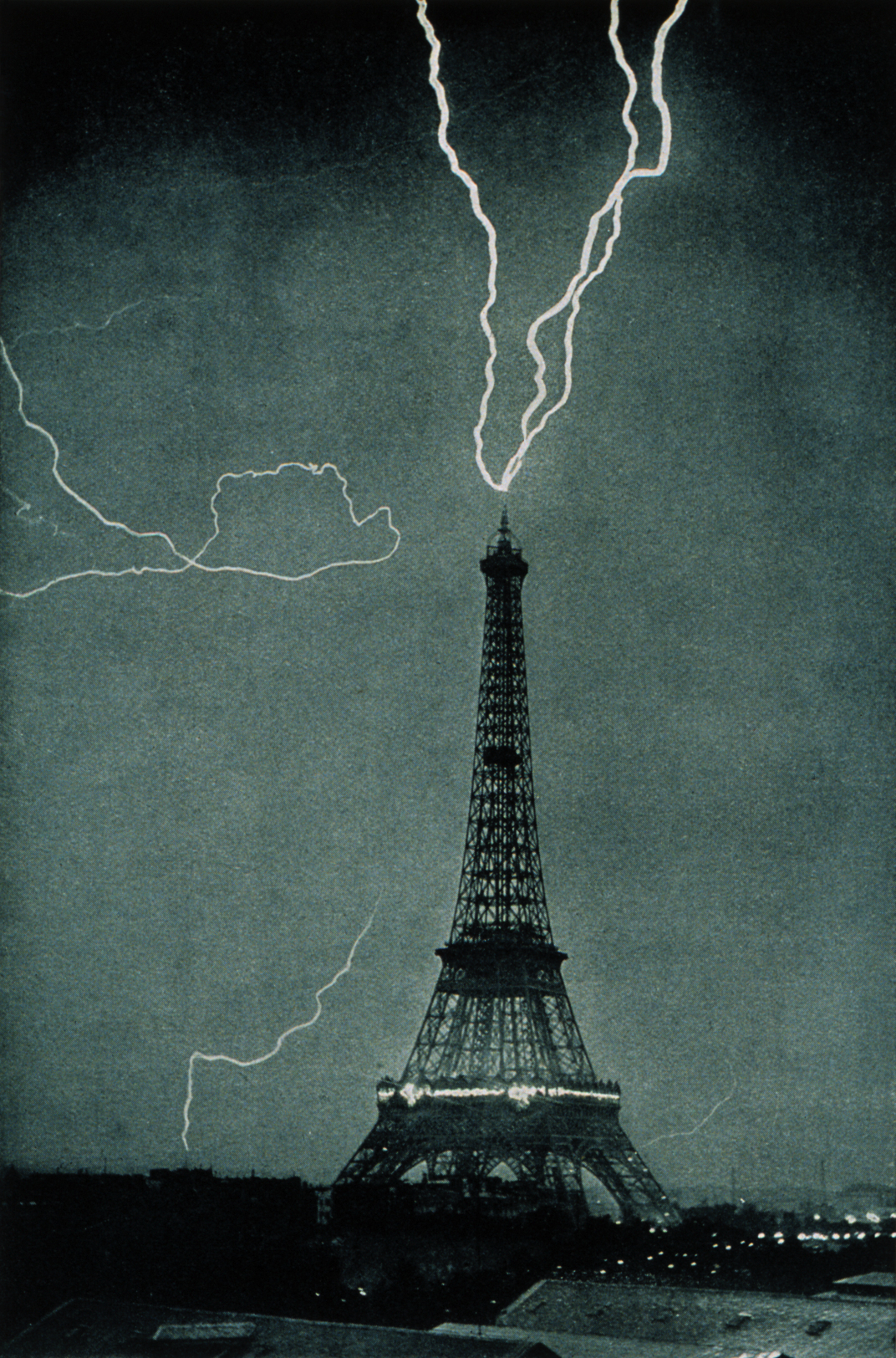
Блискавка влучає в Ейфелеву вежу (фото 1902 року)

Підсумковий бюджет будівництва склав 7,8 млн франків. Основна частина витрачених коштів практично окупилася за період роботи виставки, а її подальша експлуатація виявилася досить прибутковим бізнесом. За шість місяців роботи виставки подивитися «залізну даму» прийшли понад 2 млн відвідувачів. До кінця року вдалося відшкодувати три чверті всіх витрат на будівництво. Споруда мала приголомшливий і миттєвий успіх.
У початковому договорі з Ейфелем йшлося про демонтаж вежі через 20 років після завершення будівництва.
Творча інтелігенція Парижа і Франції була обурена зухвалим проєктом Ейфеля і, починаючи з самого початку будівництва, посилала до мерії Парижа обурливі листи і вимоги припинити будівництво вежі. Письменники і художники побоювалися, що металева конструкція буде придушувати архітектуру міста, порушувати неповторний стиль столиці, що складався протягом століть. Відомо, що в 1887 році 300 письменників і художників (серед них Александр Дюма (син), Гі де Мопассан і композитор Шарль Гуно) направили протест на адресу муніципалітету, характеризуючи конструкцію як «непотрібну і жахливу», як «сміхотворну вежу, що домінує над Парижем, як гігантський фабричний комин», додаючи: «Протягом 20 років ми будемо змушені дивитися на огидну тінь ненависної колони із клепаних залізних пластин, що простягнулася над містом, як чорна пляма».
Гі де Мопассан регулярно обідав у ресторані на першому рівні вежі (нині ресторан «Жуль Верн»). На питання, навіщо він це робить, якщо вежа йому не до душі, письменник відповів: «Це єдине місце в усьому величезному Парижі, звідки її не видно».
У жовтні 1898 Ежен Дюкрете провів перший сеанс телеграфного зв'язку між Ейфелевою вежею і Пантеоном, відстань між якими 4 км. В 1903 у генерал Ферре, піонер в області бездротового телеграфу, застосував її для своїх експериментів. Так сталося, що вежу залишили спочатку для військових цілей.
З 1906 р. на вежі постійно розміщена радіостанція. 1 січня 1910 року Ейфель продовжує оренду вежі на термін сімдесят років. 1914 року радіоперехоплення дозволило генералу Гальєну організувати контрнаступ на Марні під час Першої світової війни. 1921 року відбулася перша радіотрансляція з Ейфелевої вежі. В ефір пройшла передача публічного радіомовлення, яка стала можливою завдяки встановленню на вежі спеціальних антен. З 1922 року стала регулярно виходити радіопрограма, яка так і називалася «Ейфелева вежа». 1925 року зроблені перші спроби ретранслювати з вежі телевізійний сигнал. Передача ж регулярних телевізійних програм почалася з 1935 року. З 1957 року на вежі розташовується телевізійна щогла, яка збільшила висоту сталевої конструкції до 320,75 м. Крім неї, на вежі встановлено кілька десятків лінійних і параболічних антен, які здійснюють ретрансляцію радіо і телепрограм.

## Написи
Під першим балконом на усіх чотирьох сторонах парапету викарбувані імена 72-х видатних французьких вчених та інженерів, а також тих, хто зробив особливий внесок у будівництво вежі. Ці написи з'явилися на початку XX століття і були відреставровані в 1986—1987 роках.

## Освітлення

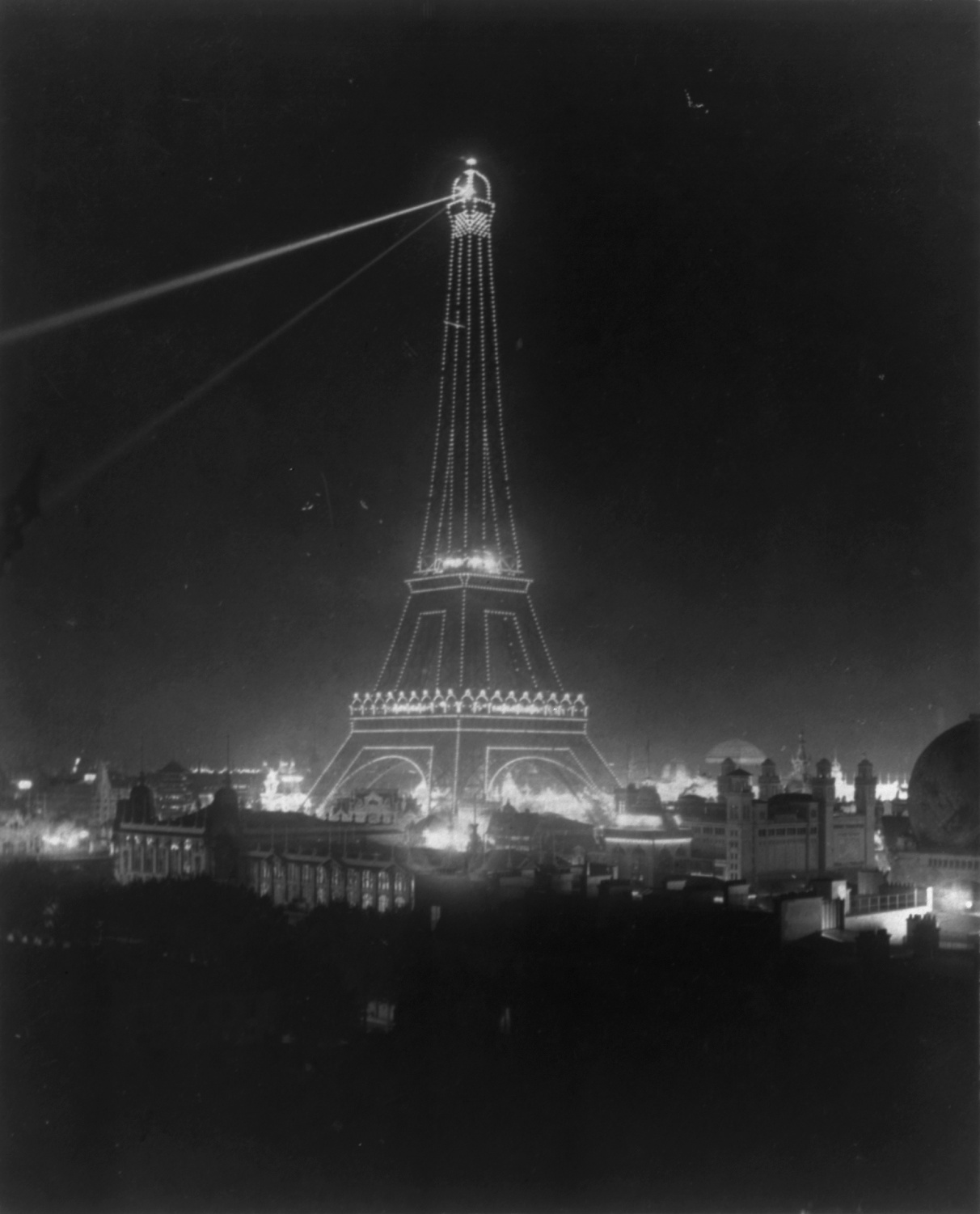
Світлове оформлення вежі до Всесвітньої виставки 1900 року

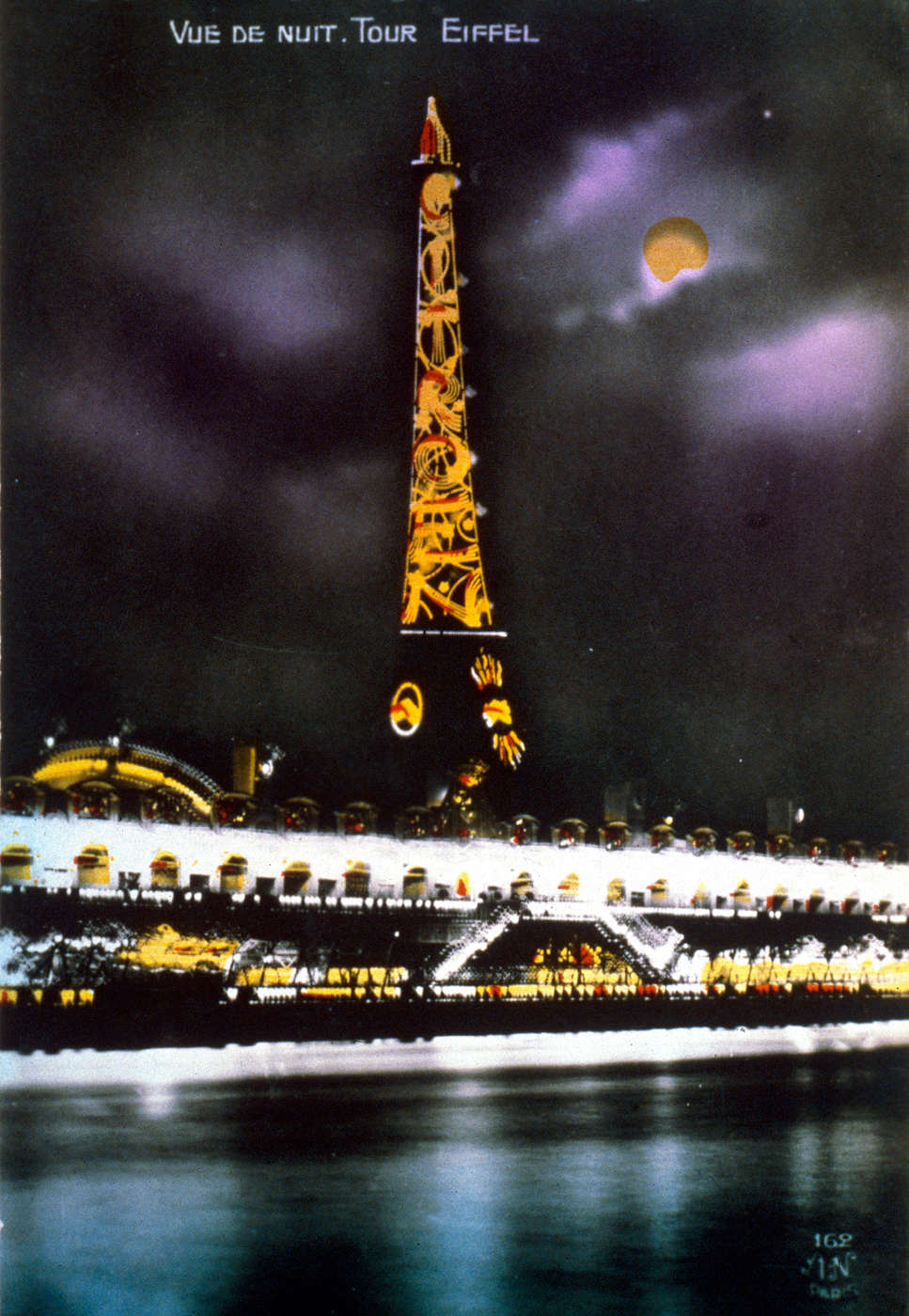
Реклама автомобільного концерну Citroen (1925)

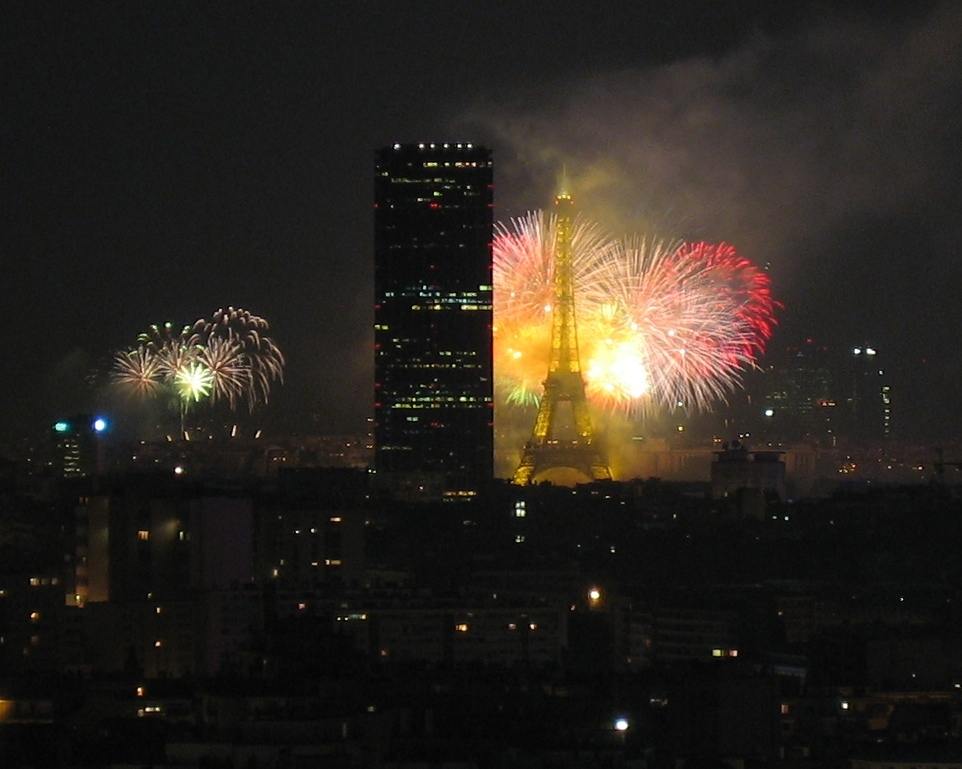
Вежа, освітлена феєрверком 14 липня 2005 року

Вперше освітлення на Ейфелевій вежі було увімкнене в день її відкриття у 1889 році. Тоді воно складалось із 10 тис. газових ліхтарів, двох прожекторів і розміщеного на верхівці маяка, світлові промені від якого мали синій, білий та червоний кольори — кольори національного прапора Франції.
У 1900 році на конструкціях «Залізної дами» з'явились електричні лампи. 1925 року Андре Сітроен розмістив на вежі рекламу, яку він назвав «Ейфелева вежа у вогні». На вежі було встановлено близько 125 тисяч електричних лампочок. Одне за одним на вежі спалахували десять зображень: силует Ейфелевої вежі, зоряний дощ, політ комети, знаки зодіаку, рік створення вежі, поточний рік і, насамкінець, прізвище Сітроен. Ця рекламна акція тривала до 1934 року, і вежа була на той час найвищим у світі рекламним місцем.
Сучасний золотистий колір освітлення вперше з'явився 31 грудня 1995 року.
Влітку 2003 року вежа «одяглася» у нові освітлювальні шати. За кілька місяців бригада верхолазів з тридцяти осіб обплутала конструкцію вежі 40 км дротів і встановила 20 тис. лампочок, виготовлених на спеціальне замовлення французькою компанією AE&T. Нова ілюмінація, яка обійшлася в 4,6 млн євро, нагадувала ту, що вперше увімкнулася на вежі в ніч на Новий 2000-й рік, коли вежа, підсвічена золотисто-жовтими ліхтарями, за лічені секунди набувала сріблястого кольору.
З 1 липня до 31 грудня 2008 року, коли Франція виконувала функції Голови ЄС, на вежі було синє освітлення із зірками, що символізувало прапор Європи.
Попри те, що зображення самої вежі стало суспільним надбанням, зображення її освітлення охороняється авторськими правами, внаслідок чого будь-яке зображення освітленої Ейфелевої вежі можна використовувати лише з письмового дозволу компанії (SETE), яка обслуговує вежу.
24 серпня 2023 року, до Дня Незалежності України, Ейфелева вежа увечері була підсвічена кольорами прапора України.

## Ресторани
На вежі постійно діють ресторани «Висота 95» (на першому поверсі, 95 м над рівнем моря) і «Жуль Верн» (респектабельний заклад на другому поверсі із високими цінами та окремим ліфтом).

## Комунікації
З початку 20-го століття вежу використовують для радіотрансляції. До 1950-х років набір антенних проводів тягнувся від вершини вежі до будівель на авеню де Сюффрен і Марсовому полі. Ці дроти тягнулися до довгохвильових передавачів у невеликих бункерах, а в 1909 році був побудований постійний підземний радіоцентр біля південного стовпа, що існує і сьогодні.
20 листопада 1913 Паризька обсерваторія використала Ейфелеву вежу як антену, щоб обмінюватися постійним бездротовим сигналом з Військово-морською обсерваторією Сполучених Штатів, яка використовувала антену в Арлінгтоні, штат Вірджинія. Метою цієї передачі було виміряти різницю довготи між Парижем і Вашингтоном округ Колумбія.
Сьогодні вежу використовують як майданчик для ретрансляторів радіо-і телевізійних станцій, а також мобільних операторів.

### FM-Radio
| Програма           | Частота   | Потужність |
| ------------------ | --------- | ---------- |
| France Inter       | 87.8 МГц  | 11 кВт     |
| Regional           | 90,35 МГц | 3 кВт      |
| Nostalgie          | 90,4 МГц  | 10 кВт     |
| France Culture     | 93,35 МГц | 3 кВт      |
| France Musique     | 97,6 МГц  | 3 кВт      |
| Evropa plus France | 102.2МГц  | 10 кВт     |

### TV
| Програма | Канал | Частота    | Потужність |
| -------- | ----- | ---------- | ---------- |
| Canal+   | 6     | 182,25 МГц | 100 кВт    |
| France 2 | 22    | 479,25 МГц | 500 кВт    |
| TF1      | 25    | 503,25 МГц | 500 кВт    |
| France 3 | 28    | 527,25 МГц | 500 кВт    |
| France 5 | 30    | 543,25 МГц | 100 кВт    |
| M6       | 33    | 567,25 МГц | 100 кВт    |

## Сучасний стан
27 грудня 2023 року, за повідомленням британського новинного агентства Reuters, Ейфелева вежа закрилася для відвідувачів з причини страйку персоналу. Працівники звинувачують компанію-управителя SETE, яка керує вежею, в тому, що вона орієнтується лише на прибуток і не приділяє достатньої уваги технічній підтримці та ремонту вежі. Профспілка CGT, що організувала страйк, у своїй заяві вказала, що мета акції – привернути увагу до вад фінансової політики компанії-управителя. На думку страйкарів, менеджмент неправильно оцінює число людей, які щороку відвідують вежу, та необхідні витрати на підтримання памʼятки в належному стані. Співробітники й раніше неодноразово попереджали, що вежа перебуває в поганому технічному стані. У профспілці також називають політику компанії SETE «амбітною та непослідовною». За їхніми словами, SETE при формуванні бюджету розраховує, що щороку вежу мають відвідувати 7,4 мільйона туристів, але такої чисельності ще не фіксувалося. До пандемії COVID-19 кількість відвідувачів вежі іноді сягала 7 мільйонів, але згодом вона різко скоротилася, а протягом 2022 року зросла лише до 5,9 мільйона.

### Технічні несправності
24 грудня 2024 року, близько 10:50 (за місцевим часом), технічна несправність між другим поверхом та вершиною Ейфелевої вежі призвела до короткого замикання в електропроводці ліфта та спрацювання пожежної сигналізації. В результаті події з вежі було евакуйовано близько 1 200 відвідувачів. Компанія-оператор (SETE) повідомила, що пожежники та технічні фахівці проводять перевірку споруди, щоб з'ясувати причину події. Вежа поступово відкриватиметься для відвідувачів протягом дня, але поки лише з доступом до другого поверху.

## Курйозні випадки
- Знаменитий шахрай і аферист Віктор Люстиг здобув світову славу як «людина, що продала Ейфелеву вежу двічі».

## Копії (відтворення)
У світі відомо про встановлення понад 50 копій вежі від 3 до 336 м. Будівництво найвищої з них, 358 метрової Вежі Воткіна, розпочалося у 1891 році, вежа була знесена незавершеною в 1907. Наявною ж нині найвищою копією є Вежа Дракона у Китаї, висотою 336 метрів.
Найвища з встановлених в Україні копій, розташована у Харкові на території одного з торговельно-розважальних центрів. Її висота 35 м. За даними будівельників, для зведення споруди знадобилося 35 т металу. Відкриття вежі відбулося в 2013 році на День закоханих. Ще одна з них заввишки 3 м 25 см знаходиться в Умані на Черкащині. ЇЇ встановлено в 5 жовтня 2013 року у Центральному парку до Дня міста. Міні-скульптуру «Ейфелева вежа» було встановлено до Днів французької культури в Україні та з метою порятунку останнього старовинного ліхтаря м. Ужгорода на розі вулиць Капітульної та Духновича поруч з греко-католицьким собором на останньому старовинному стовпі в Ужгороді. Висота ужгородської копії Ейфелевої вежі складає всього 16 см, а вага — 1 кг чистої бронзи. У 2015 році в ЖК «Французький квартал» в Києві встановлена вежа висотою 16 метрів.  Окрім цього копії існують у Парку кованих фігур у Донецьку (2,5 метри), Костополі, Житомирі, Коростені, Іванівці тощо.

## Галерея

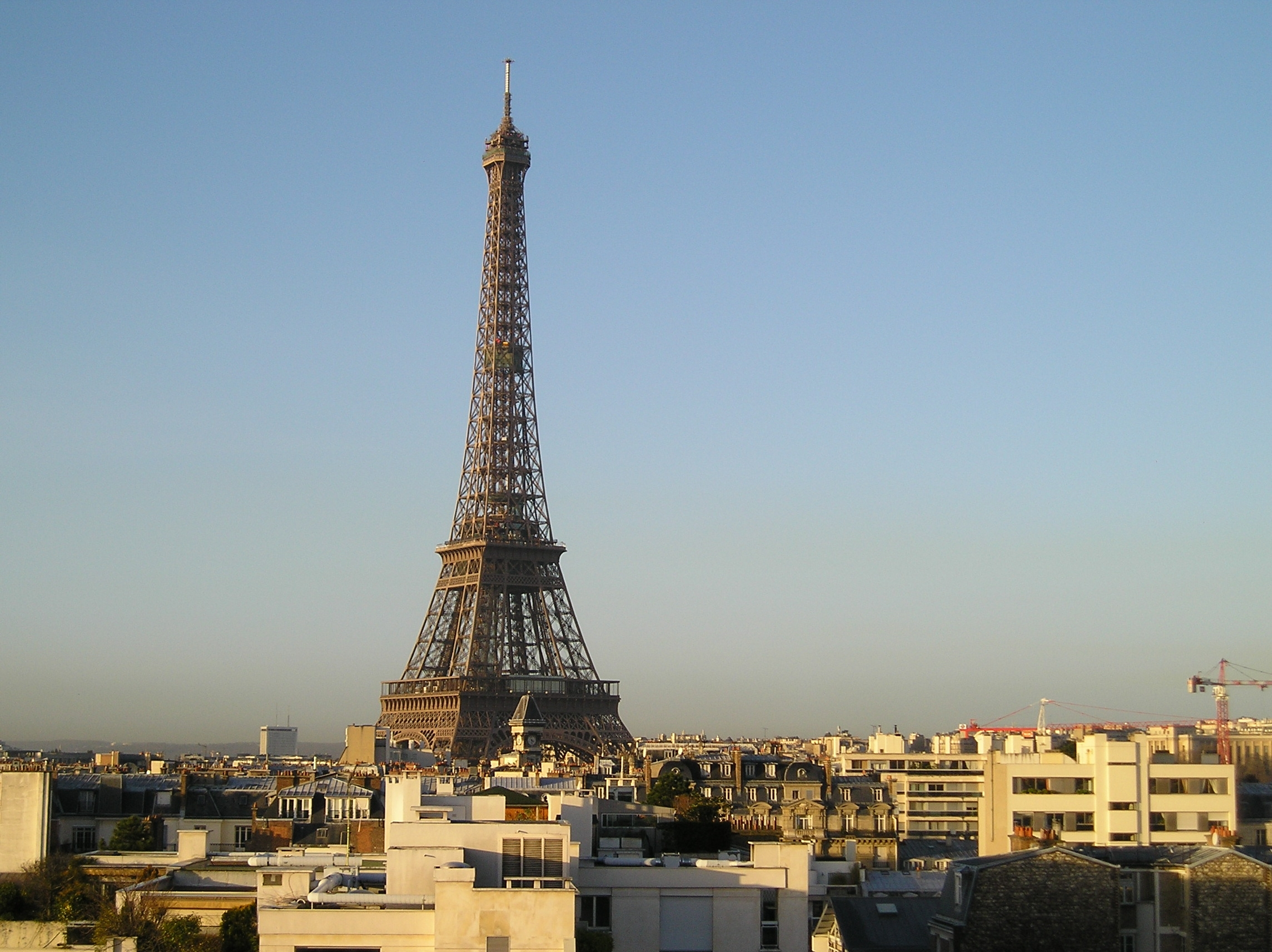
Вид з Рю де л'Юніверсіте
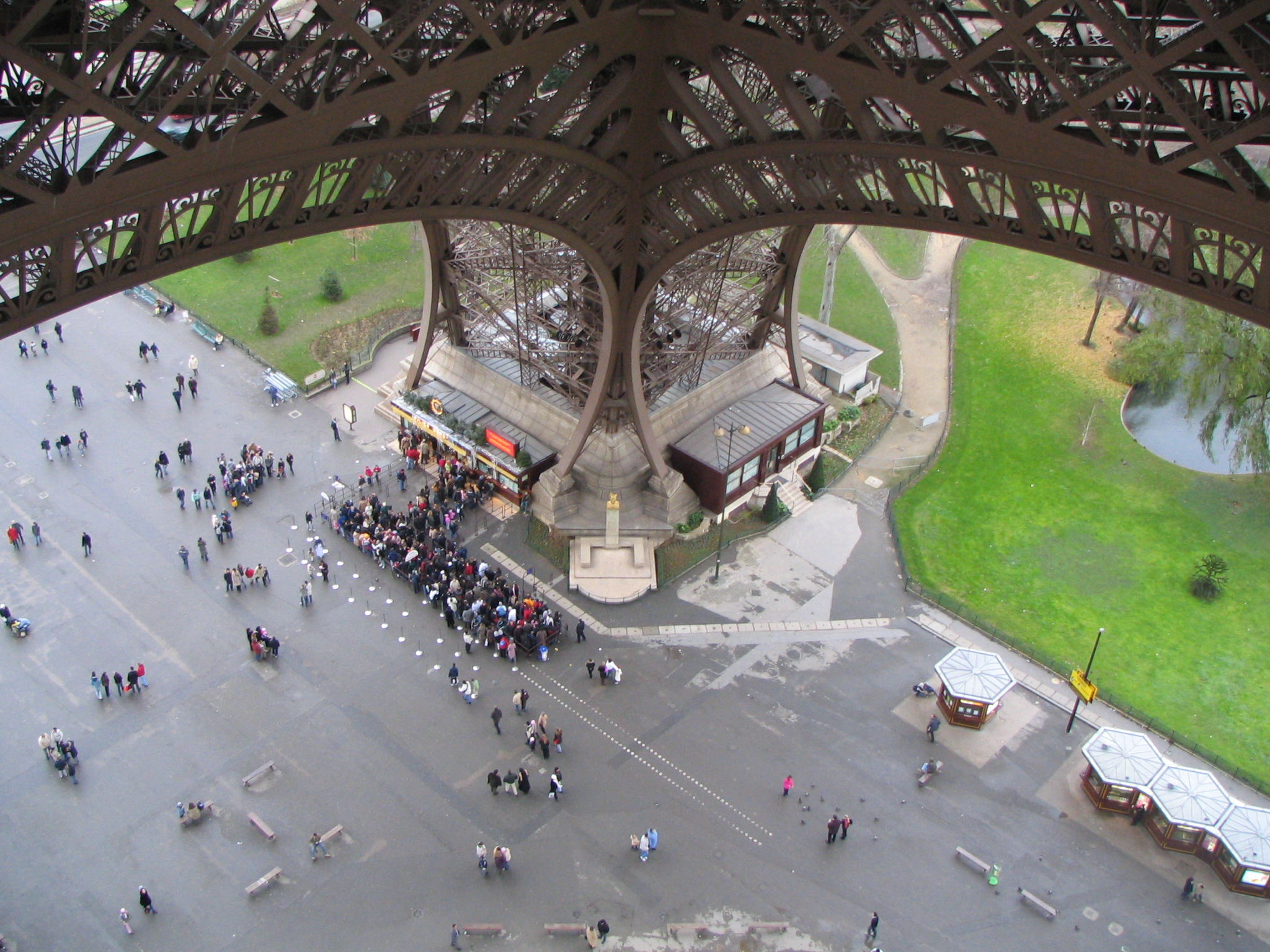
Погляд донизу
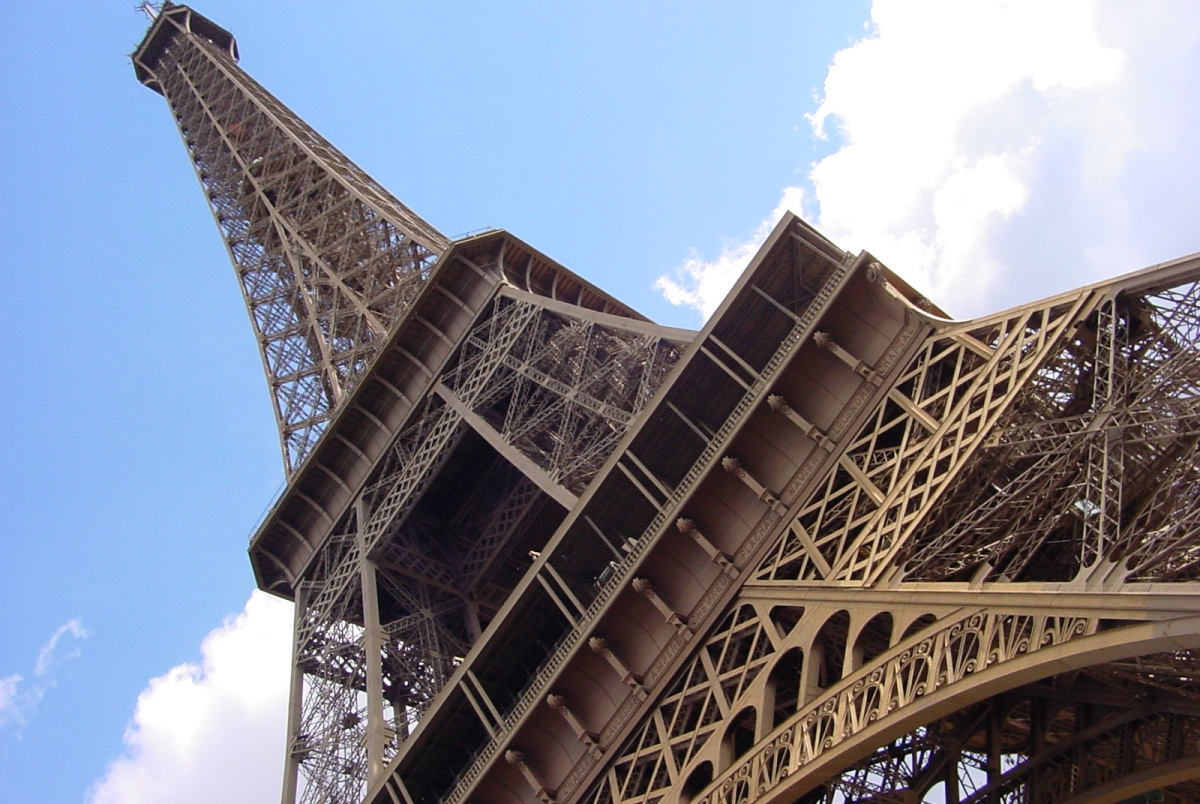
Височінь
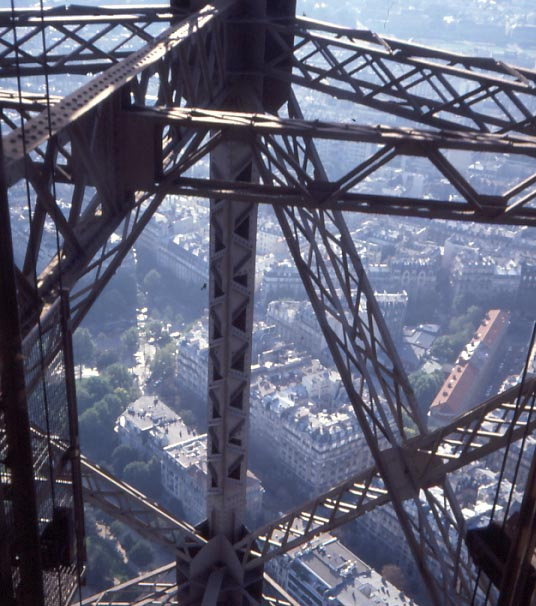
Погляд крізь
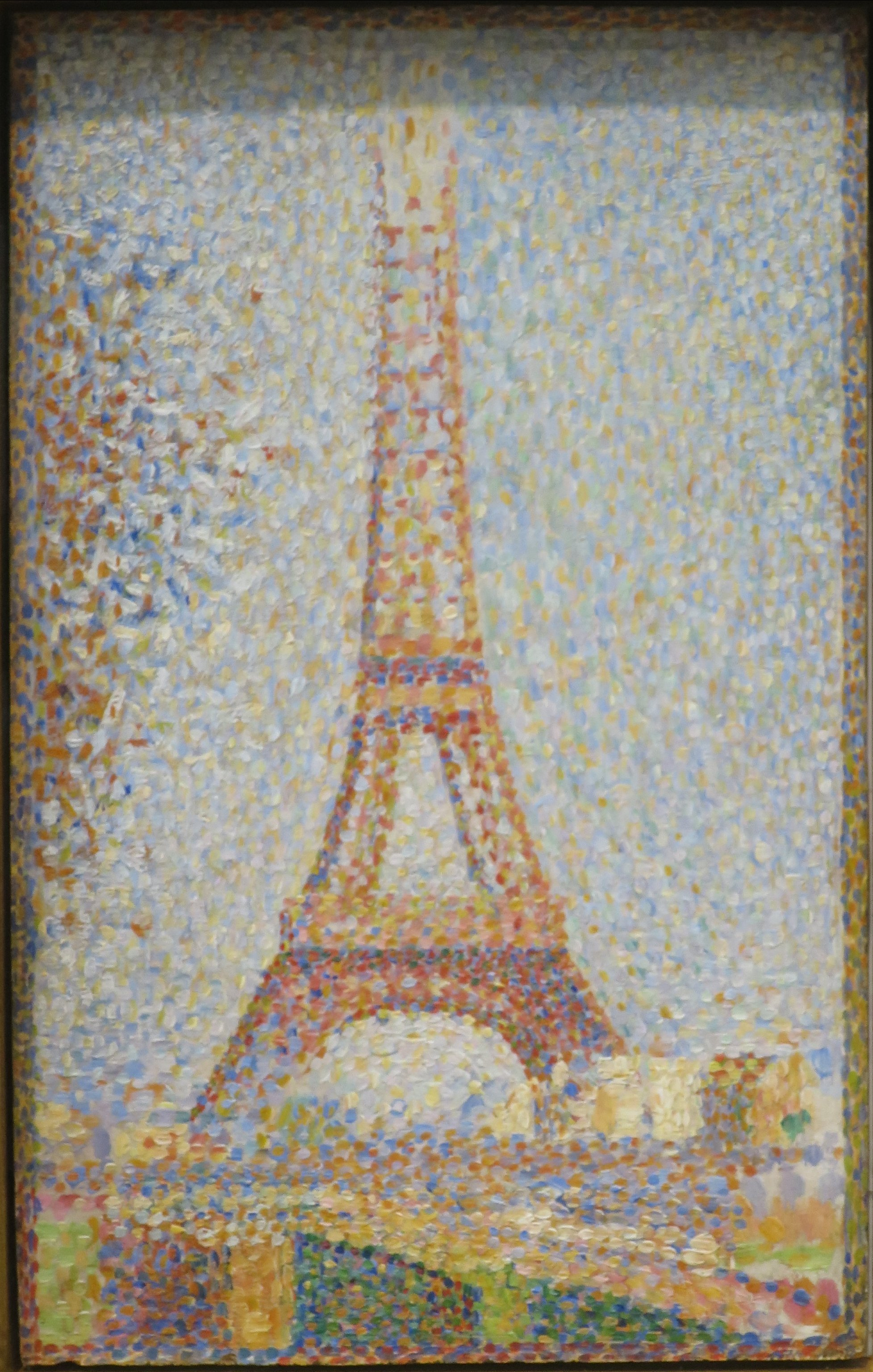
Жорж-П'єр Сера. „Ейфелева вежа“ (1889)
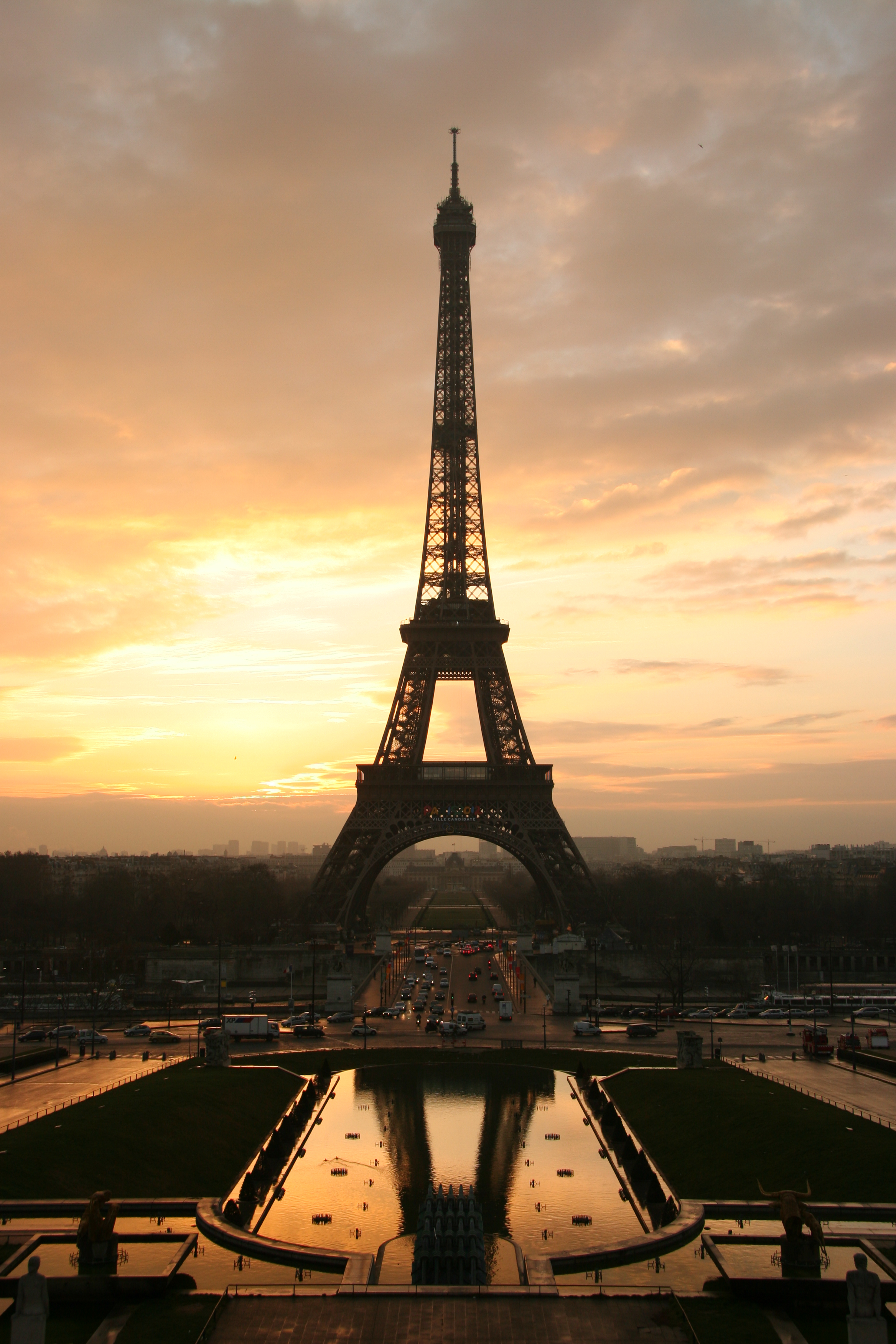
Схід сонця
Освітлена Ейфелева вежа
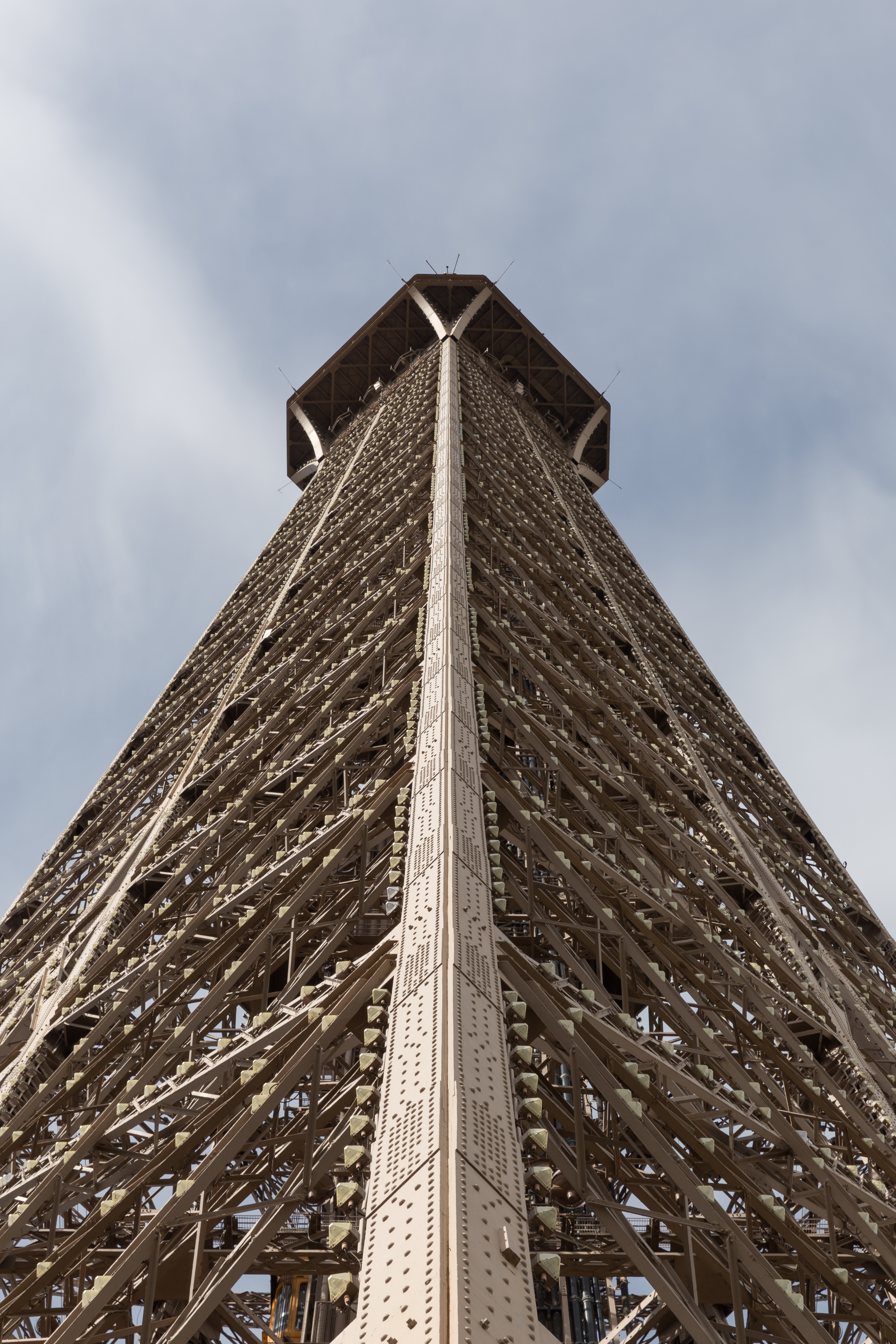
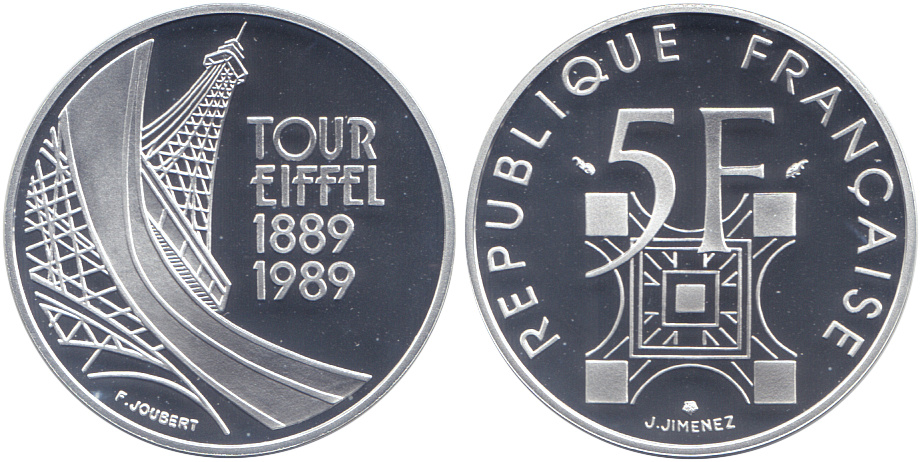
Колекційна монета 5 франків, випущена до 100 річного ювілею Ейфелевої вежі (1989, срібло).